# Gare de Grésy-sur-Isère
Gare de Saint-Pierre-d’Albigny – przystanek kolejowy w Grésy-sur-Isère, w departamencie Sabaudia, w regionie Owernia-Rodan-Alpy, we Francji.
Jest przystankiem kolejowym Société nationale des chemins de fer français (SNCF), obsługiwaną przez pociągi TER Rhône-Alpes.

## Położenie
Znajduje się na wysokości 315 m n.p.m., na km 9,611, pomiędzy stacjami Saint-Pierre d’Albigny i Frontenex.